# Пестово (Демянский район)
Пестово — деревня в Демянском районе Новгородской области России. Входит в состав Песоцкого сельского поселения.

## География
Деревня находится в южной части Новгородской области, в зоне хвойно-широколиственных лесов, на западном берегу озера Пестовского, на расстоянии примерно 30 километров (по прямой) к северо-востоку от Демянска, административного центра района. Абсолютная высота — 235 метров над уровнем моря.

### Климат
Климат района характеризуется как умеренно континентальный, с относительно коротким нежарким летом и продолжительной сравнительно мягкой зимой. Среднегодовая температура воздуха — 4,5 °C. Средняя многолетняя температура самого холодного месяца (января) составляет −9°С (абсолютный минимум — −50 °C), средняя температура самого тёплого (июля) — 17 °С (абсолютный максимум — 36 °С). Безморозный период длится 120—130 дней. Среднегодовое количество осадков составляет 600—700 мм, из которых большая часть выпадает в тёплый период. Устойчивый снежный покров сохраняется в течение 130—140 дней.

### Часовой пояс
Деревня Пестово, как и вся Новгородская область, находится в часовой зоне МСК (московское время). Смещение применяемого времени относительно UTC составляет +3:00.

## Население
| 2010 |
| ---- |
| 6    |

### Национальный состав
Согласно результатам переписи 2002 года, в национальной структуре населения русские составляли 100 % из 7 чел.